# Sagramor de Scuvero Brandão
Sagramor de Scuvero Brandão, nome da coniugata Sagramor de Scuvero Martins (San Paolo, 30 settembre 1921 – Rio de Janeiro, 9 ottobre 1995), è stata un'attrice, conduttrice radiofonica e politica brasiliana, prima donna ad essere eletta in consiglio comunale a Rio de Janeiro.

## Biografia
Nata nel 1921 a San Paolo, lavorò per anni nelle radio locali come attrice e conduttrice.
Sposò il compositore Miguel Gustavo: la coppia ebbe due figlie. Dopo il matrimonio, i due si trasferirono a Rio de Janeiro e lei continuò la carriera, lavorando a Rádio Globo, a Rádio Bandeirantes e a Rádio Mayrink Veiga. 
Dal 1948 al 1956 fu consigliera comunale a Rio de Janeiro, eletta nelle liste del Partito Laburista Brasiliano. 
Si occupò di pubblicazioni femminili e per l'infanzia.
Morì di cancro nel 1995 a Rio de Janeiro.

## Pubblicazioni
- Na casa do sonho - Editora Anchieta - 1941
- Eu quero ficar homem - Editora do Brasil

## Trasmissioni a Rádio Globo
- 1945: Programa Feminino
- 1945: Marcha Nupcial
- 1946–1952: O Mundo Não Vale O Seu Lar